# Dada Life
Dada Life es un dúo sueco de disc-jockeys y productores discográficos de música electrónica orientados al electro house, integrado por Olle Cornéer (también conocido como Dibaba) y Stefan Engblom (también conocido como Phatzoo y Phasio). 
En 2010, debutaron en la posición #89 en la encuesta anual Top 100 DJs de la revista DJ Magazine que elige a los DJs más populares. Su mejor performance fue en 2012, posicionándose en el puesto #24 de dicha encuesta. En 2014 ocuparon la posición #52. Los propios artistas se definen como un grupo que destruye la música de la calle, además de que intentan ir por delante de las modas y que "siguen el dinero".

## Shows en vivo
Dada Life son conocidos por sus sets en vivo de alta energía. Sueltan inflables grandes en formas de plátanos y botellas de champán, que se han convertido en su impronta en sus shows en vivo.
En Electric Daisy Carnival de 2011 en Las Vegas, Dada Life atrajo a una multitud masiva y sorprendió a sus fanáticos con una banda de música en vivo de 25 piezas para acompañar su set de DJ. Los aficionados también han sido conocidos por ser llevados al escenario si portan trajes de plátano.

## Influencias
Los mismos artistas dicen basarse en música trance, el rock de los años 50, música vanguardista, y estilos tan alternativos y extraños en la música electrónica como el punk... así como las últimas canciones en todos los diferentes géneros que según Dada life parecen ser lo mismo en estos días.
Otro de los lugares de los que se inspiran, es la radio, que, dicen es mejor que la radio anterior ya que posee una mayor variedad de géneros y artistas.

## Ranking DJmag
| DJ        | 2010 | 2011 | 2012 | 2013 | 2014 |
| --------- | ---- | ---- | ---- | ---- | ---- |
| Dada Life | 89°  | 38°  | 24°  | 35°  | 52°  |

## Discografía

### Álbumes
- 2009: Just Do the Dada
- 2010: Just Do the Dada (Versiones extendidas y remixes)
- 2012: The Rules Of Dada
- 2015: Welcome To Dada Land
- 2018: Our Nation

### 2006
- Big Time

### 2007
- The Great Fashionista Swindle
- This Machine Kills Breakfasts
- We Meow, You Roar

### 2008
- Sweeter Than Fever
- Your Favourite Flu
- Fun Fun Fun
- Vote Yes!
- The Great Smorgasbord
- Cash In Drop Out
- Rubber Band Boogie

### 2009
- Happy Hands & Happy Feet
- Sweet Little Bleepteen
- Let's Get Bleeped Tonight
- Smile You're On Dada
- Love Vibrations

### 2010
- Just Bleep Me (Satisfaction)
- Cookies With a Smile
- Tomorrow
- Unleash the F***ing Dada

### 2011
- White Noise / Red Meat
- Fight Club Is Closed (It's Time For Rock'n'Roll)
- Happy Violence
- Kick Out The Epic Motherf**ker
- Kaskade with Dada Life & Dan Black – ICE

### 2012
- Rolling Stone T-Shirt
- Feed The Dada

### 2013
- So Young So High
- Higher State of Dada Land
- Boing Clash Boom
- Born To Rage
- This Machine Kills Ravers

### 2014
- Born To Rage (feat. Sebastian Bach) (Vocal Mix)
- One Smile
- Freaks Have More Fun

### 2015
- Tonight We're Kids Again
- Kinetic (Riot's DJ Sona’s Ultimate Skin Music ft. The Crystal Method)

### 2016
- Tic Tic Tic
- Yellow Is Your Colour Of Happiness
- Red Is A Colour Of Rage

### 2017
- We Want Your Soul

### 2018
- Love Vibration (con HI-LO)
- Higher Than The Sun
- Do It Till Your Face Hurts
- One Nation Under Laser
- Sunday Fuck You Too

### 2019
- No More 54
- Table Flipping Machine

2020
- This Time (Never Be Alone Again)

### Remixes

#### 2006
- Lo-Fi-Fnk – "Steppin' Out (Dada Life Remix)"

#### 2007
- Tonite Only – "Where The Party's At (Dada Life Remix)"
- Moonbootica Feat. Jan Delay – "Der Mond (Dadalife Remix)"

#### 2008
- Kut & Swel – "Stone Fox Chase (Dada Life Remix)"
- Laidback Luke – "Break Down The House (Dadalife Remix)"
- Mr. Jay & T – "Hr. Rohien (Dada Life Rmx)"
- Maskinen – "Alla Som Inte Dansar (Dada Life Mix)"
- Maskinen – "Segertåget (Dada Life Remix)"
- Marcella Feat. I-Fan – "Believe In Us (Dadalife Mix)"
- Fires of Rome – "Set In Stones (Dada Life Remix)"
- John Acquaviva & Ramon Zenker Presents A2Z – "Bread & Butter (Dada Life Remix)"
- Bart Claessen feat. Denise Rivera – "Catch Me (Dada Life Remix)"
- Bart Claessen – "Playmo (Dada Life Rmx)"

#### 2009
- Alex Gopher – "Handguns (Dada Life Remix)"
- Dimitri Vegas & Like Mike – "Under The Water (Dada Life Remix)"
- Albin Myers – "Times Like These (Dada Life Remix)"
- Moonbootica – "The Ease (Dada Life Remix)"
- Moonflower & Abs – "Feel Free (Dada Life Remix)"
- Super Viral Brothers – "Hot Chocolate (Dada Life Remix)"

#### 2010
- MVSEVM – "French Jeans (Dada Life Remix)"
- Young Rebels & Francesco Diaz – Damascus (Dada Life Remix)
- Erik Hassle – "Hurtful (Dada Life Remix)"
- Gravitonas – "Kites (Dada Life Remix)"
- Tim Berg – "Alcoholic (Dada Life Remix)"
- Kaskade feat. Haley – "Dynasty (Dada Life Remix)"
- Dan Black feat. Kid Cudi – "Symphonies (Dada Life Remix)"
- Chickenfoot – "Oh Yeah (Dada Life Remix)"
- Kylie Minogue – "All the Lovers (Dada Life Remix)"
- Gravitonas – "Religious (Dada Life Remix)"
- Martin Solveig feat. Dragonette – "Hello (Dada Life Remix)"
- Bart Claessen – "Catch Me (Dada Life Remix)"
- Malente – "Music Forever (Dada Life Remix)"
- Boy 8–Bit – "Suspense Is Killing Me (Dada Life Guerilla Fart #5)"
- Staygold – "Video Kick Snare (Dada Life Remix)"
- Designer Drugs – "Through the Prism (Dada Life Remix)"

#### 2011
- Lady Gaga – "Born This Way (Dada Life Remix)"
- Afrojack & R3hab – "Prutataaa (Dada Life Remix)"
- Hardwell – "Encoded (Dada Life Remix)"
- Mustard Pimp – "ZHM (Dada Life Remix)"
- Duck Sauce – "Big Bad Wolf" (Dada Life Remix)
- Chuckie – "Who Is Ready To Jump (Dada Life Remix)"

#### 2012
- Madonna – "Girl Gone Wild" (Dada Life Remix)
- Justin Bieber – "Boyfriend" (Dada Life Remix)
- Kaskade – "Llove" (Dada Life Remix)
- Martin Solveig - "Hello" (Dada Life Remix)

#### 2013
- Marina and the Diamonds - "How To Be A Heartbreaker (Dada Life Remix)"
- Bingo Players – "Out of My Mind (Dada Life Remix)"
- Major Lazer – "Bubble Butt (Dada Life Remix)"

#### 2014
- Jessie J Ariana Grande Nicki Minaj - Bang Bang (Dada Life Remix)

### Guerilla Fart
- M.I.A. – XR2 (Dada Life Guerilla Fart #1)

- Hot Chip – Ready For The Floor (Soulwax Nite Version) (Dada Life Guerilla Fart #2)

- Pomomofo – Back At The Club (Boy 8-Bit Remix) Dada Life Guerilla Fart #3)

- Lykke Li – Dance, Dance, Dance (Dada Life Guerilla Fart #4)

- Boy 8-Bit – The Suspense Is Killing Me (Dada Life Guerilla Fart #5)

- Boys Noize – Lava Lava (Dada Life Guerilla Fart #6)

- Eric Prydz – Pjanoo (Dada Life Guerilla Fart #7)

- The Timelords/KLF – Doctorin’ The Tardis (Dada Life Guerilla Fart #8)

- Domino – I Will Rock you (Dada Life Guerilla Fart #9)

- Simian Mobile Disco – Audacity Of Huge (Dada Life Guerilla Fart #10)

- Cajmere – Percolator (Dada Life Guerilla Fart #11)

- Laidback Luke & Steve Aoki – Cotton Eye Turbulence (Dada Life Guerilla Fart #12)

- David Guetta – Little Bad Girl (Dada Life Guerilla Fart #13)

- Mylo - Drop the Pressure (Dada Life Guerilla Fart #14)

## Vídeos musicales
- Happy Hands & Happy Feet
- Let's Get Bleeped Tonight
- Unleash the F***ing Dada
- White Noise / Red Meat
- Fight Club is closed (It´s time for Rock and Roll)
- Happy Violence
- Kick Out the Epic Motherf**ker
- Rolling Stone T-Shirt
- Feed The Dada
- So young so high
- Boing Clash Boom
- Born to Rage (USA Version)
- Born To Rage ft. Sebastian Bach
- One Smile (Live In Future Music Festival)
- One Last Night On Earth